# يو إف سي 210
يو إف سي 210: كورمييه ضد جونسون 2 (بالإنجليزية: UFC 210: Cormier vs. Johnson 2)‏ هو حدث لفنون القتال المختلطة نظمته يو إف سي، أُقيم في 8 أبريل 2017، على مركز كي بنك في بوفالو، نيويورك، الولايات المتحدة.